# Partit Republicà Radical
El Partit Republicà Radical més conegut com a Partit Radical, va ser un partit polític espanyol fundat per Alejandro Lerroux en 1908, durant el període de la restauració borbònica. Si bé durant els seus primers anys va tenir un paper discret, durant la Segona República Espanyola es va convertir en un dels principals partits polítics espanyols, arribant a participar en el govern en diverses ocasions.

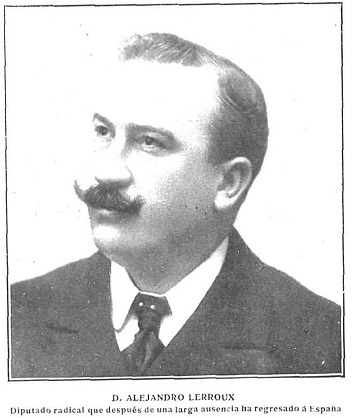
Alejandro Lerroux en 1909

## Primers anys
El partit va ser fundat per Alejandro Lerroux a Santander, en escindir-se Lerroux i els seus partidaris en 1908 de la històrica Unió Republicana de Nicolás Salmerón. El motiu d'aquesta sortida es va deure a la qual ells consideraven excessiva tendència catalanista del partit de Salmerón. De bases ideològiques molt volàtils, els seus plantejaments van oscil·lar entre el radicalisme anticlerical i violent, que li va dur a participar molt activament en els fets de la Setmana Tràgica de Barcelona (1909), el republicanisme moderat i el conservadorisme i la col·laboració amb la dreta monàrquica i confessional, durant la II República.

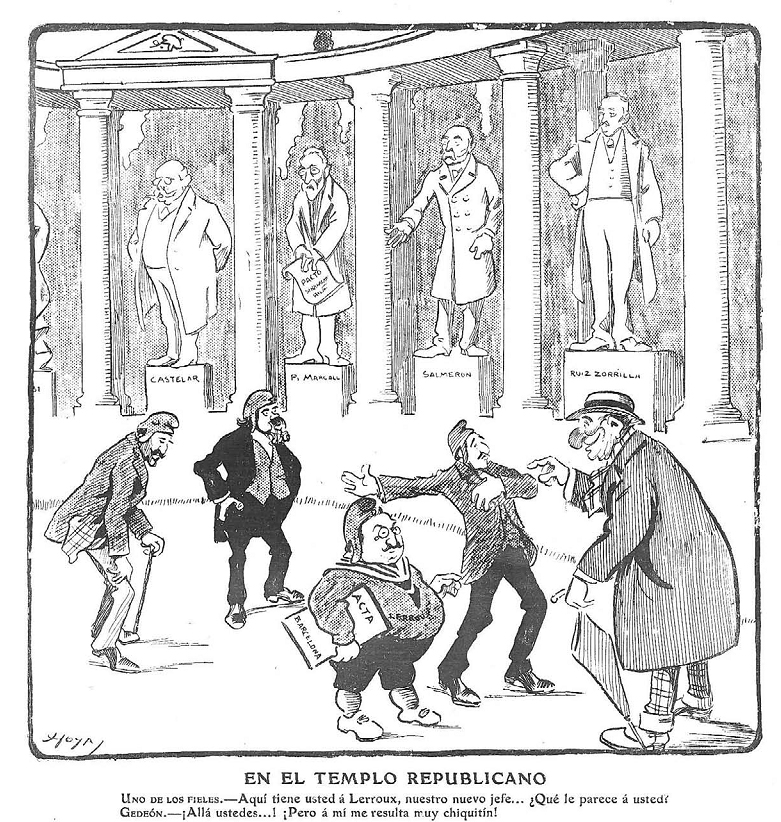
Caricatura de Lerroux a la revista Gedeón (1909)

Durant els seus primers anys el PRR va mantenir el seu centre de gravetat a Barcelona i Catalunya, encara que es va mantenir allunyat dels partits catalanistes i es va centrar més en l'electorat obrer. Després de la Setmana Tràgica, a Barcelona perdé part del suport obrer que inicialment havia assolit i abandonà el revolucionarisme verbal per institucionalitzar una xarxa d'interessos econòmics basada en el domini de l'ajuntament de Barcelona, en el que assolí la majoria absoluta el 1909-1911 i amb primera minoria el 1918-1920, fou alcalde el membre del partit Manuel Morales i Pareja) i primer tinent d'alcalde Emiliano Iglesias Ambrosio. En 1910 el Partit Republicà Radical va concórrer a les Eleccions generals en aliança amb altres partits republicans i d'esquerres, la coneguda com a Conjunció Republicano-Socialista, aconseguint treure 8 diputats en corts.
Durant aquests anys van protagonitzar alguns escàndols en el repartiment de petits càrrecs municipals i negocis en l'arrendament i les concessions de serveis municipals d'aigües, guix, calç o ciment, que els van fer perdre el prestigi. Després del seu primer gran èxit polític en les eleccions de 1910, el 1914 Lerroux va signar l'anomenat Pacte de Sant Gervasi, pel qual el PRR establia una aliança electoral amb la Unió Federal Nacionalista Republicana (UFNR) com a intent d'unir electoralment les forces republicanes contra la Lliga Regionalista. El PRR va mantenir aquesta aliança electoral durant les eleccions generals espanyoles de 1914 i novament en les de 1916, però aquesta aliança fou un fracàs i provocà l'esfondrament de l'UFNR. Va participar en l'Assemblea de Parlamentaris de 1917
Fins a la instauració de la Dictadura de Primo de Rivera en 1923, el PRR va mantenir una modesta representació parlamentària al congrés. Durant la dictadura el partit va passar a la clandestinitat i Lerroux va mantenir una discreta activitat política i es va inhibir de fer oposició. En 1929 el partit va sofrir una primera escissió: el sector més progressista del PRR es va separar per fundar el Partit Republicà Radical Socialista (PRRS), dirigit per Marcel·lí Domingo i Sanjuan i més endavant una part del PRRS acabaria confluint en la posterior Izquierda Republicana (IR) de Manuel Azaña. A l'abril de 1934, ja al comandament del govern republicà, Diego Martínez Barrio va sortir del partit amb els quadres més moderats del PRR per a fundar el Partit Radical Demòcrata, en desacord amb la línia dretana de la majoria radical.
Cap al final del regnat d'Alfons XIII, el Partit Radical va ser un dels signants principals del Pacte de Sant Sebastià, i com a tal va participar en el Comitè Provisional que dirigí la caiguda de la Monarquia i en el Govern Provisional que va substituir al Govern de la Corona després de la proclamació de la II República, el 14 d'abril de 1931.

### El PRR durant la Segona República
Durant el primer bienni republicà (1931-1933) va ocupar 89 escons a les Corts Constituents, era el segon més nombrós de les Corts Constituents, després dels socialistes. Al debat de la Constitució de 1931 va recolzar en general el projecte presentat per la Comissió de Constitució, especialment l'Estat integral que permetia la formació de "regions autònomes", però, com va manifestar el seu portaveu Rafael Guerra del Río, va discrepar en alguns punts importants, com que les Corts fossin monocamerals ("la minoria radical sosté el sistema bicameral" amb "un Senat que es defineix com a representant dels interessos socials i dels interessos específics de les regions... al qual assignem una funció de fre de les impaciències del moment de la Cambra popular", encara que estaria supeditat a ella), que es dissolguessin els ordes religiosos (havien de ser sotmesos a una llei especial, perquè són "associacions molt especialíssimes", així com l'Església Catòlica en general, i a algunes ordres, especialment als jesuïtes, se'ls havia de prohibir l'exercici de l'ensenyament per constituir "un perill social, un perill per a la joventut espanyola, que primer de tot ha de ser emparada per la República") o la "socialització" de la propietat ("reconeixem legítima l'expropiació de la propietat per part de l'Estat per a finalitats socials, però sempre mitjançant indemnització. Confiscacions, mai; despulles sense indemnització, mai, ni tan sols als ordes religiosos") El portaveu de la minoria radical, Rafael Guerra del Río, va acabar la seva intervenció dient:
| « | Potser molts benvolguts correligionaris, republicans no afiliats al nostre partit radical, sospitaran que en aquesta postura d'aquesta minoria, d'aquest partit radical, hi ha més o menys esperit de dreta. Jo declaro que a mi això, en aquests moments no em preocupa absolutament gens. (...) Quan parlem d'aquesta futura Constitució, no pensem més que en una cosa; que anem a fabricar una llar per a tots els espanyols; que nosaltres hem estat republicans com ho van ser els de França i ho van ser els d'Itàlia, unint en una mateixa accepció les dues paraules, patriota i republicà. Érem republicans perquè volíem a Espanya; ara que tenim la República, volem la República per a tots els espanyols. He dit. | » |

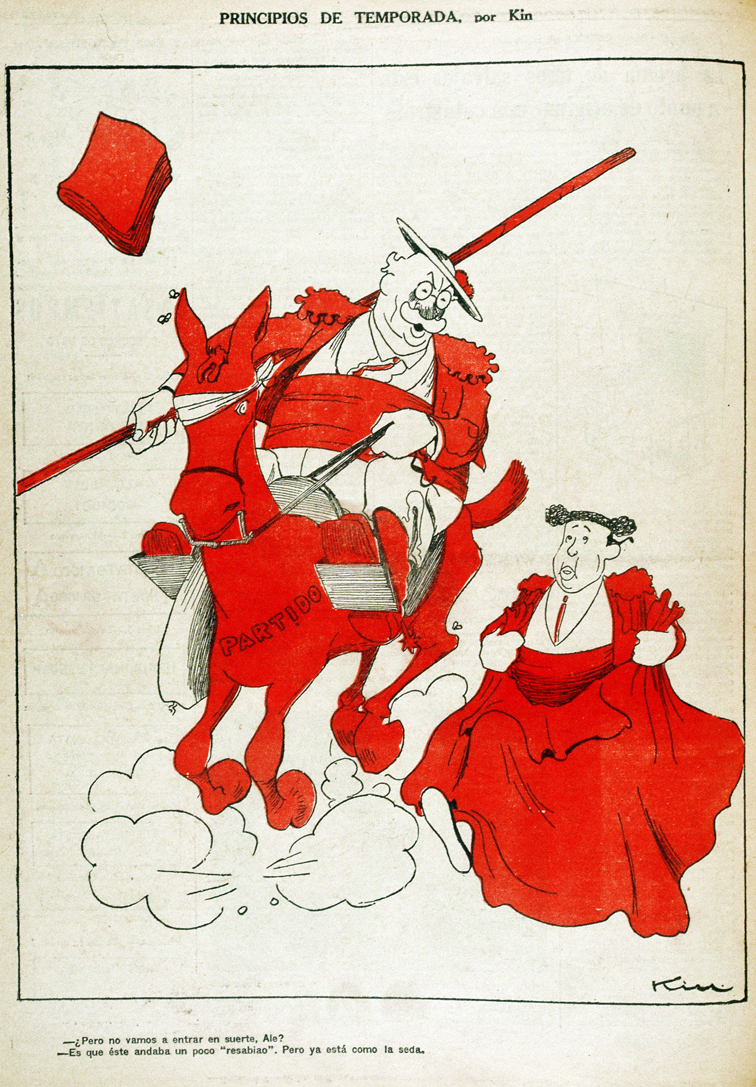
Lerroux i Gil Robles a Gracia y Justicia, 1934

En desembre de 1931, Lerroux va abandonar el govern d'Azaña per estar en desacord amb la continuïtat de la coalició republicana-socialista que el sustentava i a partir de llavors va liderar l'oposició parlamentària des del centredreta, la qual cosa li va servir per atreure a certes figures polítiques moderades que van ser monàrquiques abans de la Dictadura de Primo de Rivera, com Santiago Alba.
En la tardor de 1933 la caiguda del govern Azaña va suposar la convocatòria de noves eleccions, a les quals es va presentar el PRR de Lerroux amb una proposta de “República, ordre, llibertat, justícia social, amnistia”.
Després de les eleccions de novembre 1933, que van donar una majoria de les dretes al Parlament i en les quals el PRR va obtenir 102 escons, els radicals de Lerroux van passar a liderar el govern de la República, primer en solitari (un gabinet monocolor recolzat per la CEDA) de José María Gil-Robles y Quiñones, i després en coalició amb aquest partit. Al llarg del seu mandat, Lerroux afrontà Revolució d'octubre de 1934, organitzada pels socialistes, i que va resultar particularment violenta a Astúries on fou sufocada per mitjans militars; i als fets del sis d'octubre de 1934 quan el president de la Generalitat de Catalunya Lluís Companys (Esquerra Republicana de Catalunya) va proclamar l'Estat català dins de la República Federal Espanyola. Després de controlar la situació en la resta del país, el Govern radical va detenir Companys, va suspendre la Generalitat i va enviar les forces de l'ordre, inclosa la Legió, a combatre la insurrecció obrera a Astúries, que fou durament reprimida sota la direcció dels generals Franco i Goded. Les polítiques cada vegada més dretanes del Partit Republicà Radical van començar a crear-hi fortes dissensions, cosa que es va manifestar plenament quan la diputada Clara Campoamor va abandonar el partit.
A l'abril de 1934, ja al començament del govern radical, Diego Martínez Barrio va sortir del partit amb els quadres més centristes dels radicals per fundar el Partit Radical Demòcrata, que posteriorment seria el nucli en què es constituiria la nova Unió Republicana. Aquest sector del PRR es mostrava en desacord amb la creixent línia dretana de la majoria radical, que pretenia seguir governant amb el suport decisiu de la CEDA.

## Decadència i desaparició
Els governs radicals es van succeir durant el període 1933-1935, encara que cada vegada més afeblits per nombrosos escàndols de corrupció (entre ells, el de l'estraperlo i l'afer Nombela) en què es van veure embolicats els seus líders, cada vegada més impotents per a estabilitzar una situació social cada vegada més crispada i enrarida la qual cosa va portar al fet que Lerroux sortís del govern al setembre de 1935. El Partit Radical mai no es va recuperar. En les eleccions generals de 1936, que van donar el triomf a la coalició d'esquerres del Front Popular, el PRR va sofrir un fort daltabaix: va obtenir un 1,1% dels vots i només cinc diputats. En la pràctica, això va deixar al Partit Radical en la irrellevància política. Ni tan sols Lerroux va aconseguir obtenir representació parlamentària
Com la resta de partits polítics actius durant la República excepte el futur Movimiento Nacional (FET i de les JONS des d'abril de 1937), el Partit Radical Republicà va ser il·legalitzat en el bàndol nacional durant la Guerra Civil.

## Resultats electorals
Regnat d'Alfons XIII
| Eleccions                  | % de vots | # de escons | +/– | Notes                                                     |
| -------------------------- | --------- | ----------- | --- | --------------------------------------------------------- |
| Eleccions generals de 1910 | ?         | 8 / 404     | 8   | Dins de la Conjunció Republicano-Socialista.              |
| Eleccions generals de 1914 | ?         | 5 / 408     | 3   | En coalició amb la Unió Federal Nacionalista Republicana. |
| Eleccions generals de 1916 | ?         | 5 / 409     | =5  | En coalició amb la Unió Federal Nacionalista Republicana. |
| Eleccions generals de 1918 | 0,49%     | 2 / 409     | 3   |                                                           |
| Eleccions generals de 1919 | 0,98%     | 4 / 409     | 2   |                                                           |
| Eleccions generals de 1920 | 1,96%     | 8 / 409     | 4   |                                                           |
| Eleccions generals de 1923 | 1,71%     | 7 / 409     | 1   |                                                           |

Segona República
| Eleccions                  | % de vots | # de escons | +/– | Notes                                          |
| -------------------------- | --------- | ----------- | --- | ---------------------------------------------- |
| Eleccions generals de 1931 | 19,1%     | 90 / 470    | 90  | Dins de la Conjunció Republicano-Socialista.   |
| Eleccions generals de 1933 | 21,6%     | 102 / 472   | 12  | Dins de la coalició amb republicans de centre. |
| Eleccions generals de 1936 | 1,1%      | 5 / 473     | 97  |                                                |